# Национальное республиканское движение
Национа́льное республика́нское движе́ние (фр. Mouvement National Républicain, сокр. MNR) — французская политическая партия крайне-правого толка, откол от Национального фронта, произошедший в 1998 году из-за разногласий лидера Национального Фронта Жан-Мари Лё Пена и политика Брюно Мегре. НРД получила менее 5 % голосов избирателей на выборах 2002 и 2004 года.
Хотя политические наблюдатели рассматривали НРД как крайне правую партию, сами себя они позиционируют классической либеральной и националистической партией. НРД выступает против иммиграции, исламизации и Европейского Союза, но, в отличие от Национального фронта, поддерживает свободный рынок и неолиберализм.
В прошлом Бруно Мегре попытался дистанцироваться от провокационных заявлений Ле Пена, в частности в отношении отрицания Холокоста. В 2001 году призыв к примирению между двумя сторонами был одобрен Роландом Гоше.